# Zagrebački nogometni savez
Zagrebački nogometni savez (skr. ZNS) osnovan je 8. rujna 1919. godine kao Zagrebački nogometni podsavez (ZNP) u Zagrebu. Prvi je i najveći nogometni podsavez osnovan u Kraljevini SHS.

## Nazivi kroz povijest
ZNS je za vrijeme NDH nosio naziv "Zagrebački nogometni dosavez", a sredinom 1945. godine promijenio je naziv u “Fiskulturni odbor Zagreba“. Od 1946. do 1949. godine je nosio naziv “Nogometni centar Zagreba“, a od 1949. do 1952. godine  “Oblasni nogometni odbor“.  Pod nazivom “Gradski nogometni odbor“  je bio kratko 1952. godine, kada mijenja naziv u “Nogometni podsavez Zagreb“. 1953. godine vraća mu se stari naziv “Zagrebački nogometni podsavez“, a nekoliko godina kasnije dobiva naziv “Zagrebački nogometni savez (ZNS)“, koji se zadržao sve do danas.

## Područje
Zagrebački nogometni podsavez je pri osnutku obuhvaćao Hrvatsku i Slavoniju bez Srijema, istočni dio Bosne, Hrvatsku i Bosansku Krajinu i Međimurje. Isprva je imao 13 župa koje su određene po udaljenosti između kotara, sa središtima u Banjoj Luci, Brodu na Savi (današnjem Slavonskom Brodu), Daruvaru, Doboju, Karlovcu, Osijeku, Požegi, Sisku, Sušaku, Varaždinu, Vinkovcima, Virovitici i Zagrebu.
U sezoni 1923./24. Daruvarska župa je ukinuta i zamijenjena Župom Moslavinom koja je obuhvaćala područje Daruvara, Ivanić-Grada, Kutine i Pakraca. Godine 1924. iz Zagrebačkog nogometnog podsaveza izdvojen je Osječki nogometni podsavez te se tako gase V., XII. i XII. župa. Naknadno se gase V., XII. i XIII. župa, dok X. župa sa sjedištem u Sisku postaje IX. župa.
Broj i sastav župa promijenjen je u sezoni 1930./31. Prema novoj raspodjeli I. župa je imala sjedište u Sušaku, II. u Karlovcu, III. u Varaždinu, IV. u Bjelovaru, V. u Đurđevcu, VI. u Novoj Gradiški, VII. u Brodu na Savi, VIII. u Banjoj Luci, IX. u Sisku, a X. u Gospiću.
Godine 1932. klubovi iz Čakovca i Pustakovca (danas dio Čakovca) prelaze u Ljubljanski nogometni podsavez. Dana 12. ožujka 1933. iz teritorija VIII. i dijelova VI. župe Zagrebačkog nogometnog podsaveza te dijelova Bosanske provincije Sarajevskog nogometnog podsaveza nastao je Banjalučki nogometni podsavez. Time je ugašena VIII. župa, IX. je preimenovana u VIII., dok je X. župa pripojena II. Godine 1936. ugašene su V. i VI. župa, a 1939. I. župe sa sjedištem u Sušaku uzdignuta je u Susački nogometni podsavez.
Župe Zagrebačkog nogometnog podsaveza restrukturirane su i u sezoni 1940./41. Od te sezone postojale su sljedeće župe: Župa Zagreb, Župa Lopašić (sjedište u Karlovcu), Župa Zrinski (sjedište u Varaždinu), Župa Petar Preradović  (sjedište u Bjelovaru), Župa Ljudevit Posavski (sjedište u Sisku) i Župa Tvrtko  (sjedište u Brodu na Savi). Čakovečki klubovi vratili su se u Zagrebački nogometni podsavez 1940. Sredinom 1945. godine područje se smanjuje na Zagreb i okolicu, a osnivanjem Nogometnog saveza Zagrebačke županije samo na grad Zagreb.

## Nogometni klubovi
Godine 1920. imao je 63 kluba, a 1923. 128. Zbog financijskih problema i osnutka Osječkog nogometnog podsaveza koji je 1925. brojao 25 članova, broj članova Zagrebačkog nogometnog podsaveza se 1925. smanjio na 76 redovita i 4 privremena člana.
Početkom 1939. godine broj klubova je iznosio 111 (Zagreb 63, Sušak 16, Karlovac 12, Varaždin 10, Bjelovar 10, Slavonski Brod 12 i Sisak 8). Tada u članstvo ZNP-a pristupa i sarajevski SAŠK. Zagrebački nogometni savez 1969. godine imao je 69 seniorskih nogometnih klubova.

### Divlji klubovi
Divlji klubovi naziv je za klubove koji su postojali, no nisu bili učlanjeni u Zagrebački nogometni podsavez. Djelovali su kao ilegalni klubovi. Neki klubovi nisu mogli postati članovi jer im vlasti nisu odobrila pravilima ili zbog sponzorskog naziva. Ti klubovi su imali svoja vlastita natjecanja, uključujući prvenstva.
Primjeri takvih klubova bili su:
- ŠK Aston Villa
- ŠK Barcelona
- ŠK Europa
- HŠK Frankopan
- ŠK Graničar
- ŠK Gusar
- ŠK Jarun
- ŠK Juventus
- ŠK Kastner i Öhler
- ŠK Rapid
- ŠK Ribarski
- ŠK Savica
- ŠK Skakavci
- ŠK Tomislav
- ŠK Uljara
- ŠK Uranija
- HŠK Velebit
- ŠK Vila

U daruvarskoj okolici djelovali su:
- Brestovac Garešnički Brestovac
- Garić Garešnica
- Hajduk Hercegovac
- Hajduk Pakrac
- Jadran Grubišno Polje
- Mladost Končanica
- Olimpya Lipik
- Siget Veliki Zdenci (kasnije Slaven)
- Slavia Donji Daruvar

## Natjecanja
ZNP od 1919. godine organizira natjecanja pod nazivom Prvenstvo Zagrebačkog nogometnog podsasveza. Najviše naslova prvaka osvojili su zagrebački klubovi HAŠK i Građanski. Posljednje prvenstvo na kojem su nastupili svi klubovi podsaveza odigrano je 1946. godine kada je prvakom postao zagrebački Dinamo. Od tada se iz regionalnih natjecanja najbolje momčadi plasiraju u viši rang (od 1946. do 1991. u Jugoslavenske, a od 1991. u Hrvatske nogometne lige). Pojedini klubovi 1. i 2. ŽNL Zagrebačke do integracije u današnji sustav igrali su zasebna prvenstva. Klubovi koji nastupaju u ovoj ligi su s područja grada Zagreba i Zagrebačke županije.

## Reprezentacija Zagreba
Zagrebačka nogometna reprezentacija svoju prvu utakmicu je odigrala 1. kolovoza 1920. godine protiv reprezentacije Beograda u Beogradu i ostvarila pobjedu od 1:0. Najveći uspjeh je trostruko uzastopno osvajanje Zlatnog pehara kralja Aleksandra 1924., 1925. i 1926. godine, kada ga je dobila u trajno vlasništvo. Reprezentacija je nastupila i u prve tri sezone (1956./58., 1958./60. i 1961.) Kupa velesajamskih gradova.

## Sustav
- 1. Zagrebačka liga
- 2. Zagrebačka liga
- 3. Zagrebačka liga
- Kup Zagrebačkog nogometnog saveza

## Vanjske poveznice
- Službene mrežne stranice